# NGC 1102
NGC 1102 este o galaxie spirală situată în constelația Eridanul. A fost descoperită în 1886 de către Francis Leavenworth.